# Alcool écoute joie et santé
 (novembre 2015).
Si vous disposez d'ouvrages ou d'articles de référence ou si vous connaissez des sites web de qualité traitant du thème abordé ici, merci de compléter l'article en donnant les références utiles à sa vérifiabilité et en les liant à la section « Notes et références ».
La Fédération nationale joie et santé (FNJS), anciennement Fédération nationale des amis de la santé – joie et santé, dite Alcool écoute joie et santé est un regroupement reconnu d'utilité publique d'associations d'entraide aux personnes ayant des difficultés avec l'alcool. Les adhérents sont des militants actifs qui sont soit des malades abstinents libérés ayant eu un vécu avec l'alcool, soit des membres de l'entourage qui souhaitent partager à propos de la maladie et accompagner le malade. Alcool écoute joie et santé fait partie des organisations néphalistes d'aide aux personnes en difficultés avec l'alcool. Avec certaines spécificités décrites ci-après, Alcool écoute joie et santé propose des groupes de parole à intervalles réguliers. Alcool écoute joie et santé n'est implémentée que dans 16 départements de France métropolitaine.

## Historique
La fédération naît au début des années 1960 de dissensions apparues au sein du Mouvement Vie Libre. Les comités départementaux du Doubs, de la Haute Savoie, du Jura, des Vosges, de l'Ille-et-Vilaine et de la Sarthe font sécession et se séparent en associations départementales autonomes sous les noms de Amis de la santé et Joie et santé. 
En 1964, les départements sécessionnistes décident de se fédérer au niveau national, donnant naissance à la Fédération nationale des amis de la santé – joie et santé. 
En 1964, le groupe de base de Boulogne-Billancourt, sous l'impulsion de Gérard Vachonfrance, développe une collaboration avec le service du docteur Raymond-Michel Haas à l'hôpital de Saint-Cloud. 
En 1974, les travaux de la fédération, en collaboration avec les services d'hygiène mentale, aboutissent à la création de 50 lits d'alcoologie à l'hôpital de Sèvres.           
En 1978, la fédération devient Fédération nationale joie et santé. 
En 1979, la fédération est reconnue d'utilité publique.
En 2000, la fédération prend l'enseigne Alcool écoute joie et santé.

## Spécificités et champ d'action
Dans leur relation d'aide, les adhérents de la fédération s'engagent à respecter la personne, à garantir la confidentialité et à ne porter aucun jugement ou pronostic. Du fait de sa présence très inégale dans les régions, Alcool écoute joie et santé n'a pas de comités régionaux.
Pour la fédération, la personne qui a perdu la liberté de s'abstenir de consommer de l'alcool doit prendre elle-même l'initiative de demander de l'aide. Elle devient ainsi partie prenante de son rétablissement. La reconnaissance de la souffrance du malade et de son entourage est essentielle pour la réussite de l'objectif d'abstinence. Alcool écoute joie et santé se refuse à prendre une attitude prohibitionniste ou moralisatrice.
La fédération publie le journal trimestriel Mieux être alcool écoute. 

## Organisation
L'association s'articule autour :
- d'une fédération nationale ;
- de 16 associations départementales qui rassemblent les groupes de parole locaux.

## Ressources
Les adhérents payent une cotisation annuelle.